# Буштедт, Пётр Петрович
Пётр Петрович Буштедт (16 марта 1905 или 1902, Нежин, УССР — 1955) — ученый в области электросварки, доктор технических наук (1936), профессор, член-корреспондент АН УССР (1939).

## Биография
Пётр Петрович Буштедт родился в 1902 году в городе Нежин. Работал электромонтером и слесарем в механических мастерских. Окончил Киевский политехнический институт (1930). Во время учёбы работал в Центральном научно-исследовательском секторе Народного комиссариата путей сообщения, в Киевском мостовом бюро; электросварщиком лаборатории при ВУАН (с 1934 года — Институт электросварки АН УССР). С 1930 года — научный сотрудник, а с 1932 — старший научный сотрудник. С 1938 года — заместитель директора и с 1937 года по совместительству профессор кафедры сварки Киевского индустриального института.
Работал над созданием оборудования и материалов для автоматической сварки и исследовал технологию сварки. В 1930—1931 годах разработал вибрационную машину для испытания узлов сварных конструкций; вибрографа, основанный на электромагнитном принципе.
В 1932 году изобрел оригинальную конструкцию аппарата для дуговой сварки. Начиная с 1933 разрабатывал технологию изготовления электродов, прибор для записи процесса плавления электродной проволоки. Проводил исследования сварочной дуги, прочности сварных конструкций.
Во время немецкой оккупации бежал с оккупантами в Германию. Работал в Австрии и Швейцарии.
Умер в 1955 году.

## Семья
- Сын врача-невропатолога Петра Андреевича Буштедта (1855 — ?)[3].

## Публикации
- Автоматизація зварення. Дугове зварення. — Х., 1932;
- Праці в галузі електрозварної апаратури. — К., 1934;
- Автомат для дугового зварювання. — К., 1935;
- Технологія автоматичного дугового зварювання (металічним електродом). — К., 1936;
- Автоматичне зварювання стрижневими електродами великого діаметра з якісним покриттям. — К., 1938;
- Автоматическая сварочная головка для дуговой сварки металлическим и угольным электродом [Текст] / П. Буштедт, М. Чаталбашьян; Отв. ред. акад. Е. О. Патон; Акад. наук УССР. Ин-т электросварки. — Киев : Изд. и тип.-лит. Изд-ва Акад. наук УССР, 1939. — 44 с.
- Автоматическая сварочная головка: Устройство, принцип работы и схемы управления / Отв. ред. Е. О. Патон; Ин-т электросварки АН УССР. — К.: Изд-во АН УССР, 1941. — 58 с.;
- Технология автоматической дуговой сварки / Отв. ред. Е. О. Патон; Ин-т электросварки АН УССР. — К.: Изд-во АН УССР, 1941. — 40 с.